# Rosita Quintana
Rosita Quintana   (Buenos Aires, 16 de juliol de 1925 - Ciutat de Mèxic, 23 d'agost de 2021) va ser una actriu, cantant i compositora argentina, amb una extensa carrera desenvolupada primerament a l'Argentina, però principalment després a Mèxic, que va pertànyer a l'època d'or del cinema mexicà i la cançó ranxera.
En cinema, va aconseguir convertir-se en una de les actrius més taquilleres dels anys cinquanta. Va alternar amb una llarga llista de famosos actors, entre ells Tin Tan, Pedro Armendáriz, Luis Aguilar, Fernando Soler, Arturo de Córdova, Pedro Infante, Roberto Cañedo, Miguel Aceves Mejía, Joaquín Pardavé, El Piporro i Fernando Casanova. Protagonitzà Susana (1951), de Luis Buñuel, i pel·lícules musicals com Serenata en México (1956) i Cuando México canta (1958). Per les seves actuacions, va rebre premis de Mèxic, l'Argentina, Alemanya, Rússia i Espanya, i en 2016 l'Acadèmia Mexicana d'Arts i Ciències Cinematogràfiques li va lliurar el Ariel d'Or per la seva trajectòria.
Com a cantant, és recordada per les seves interpretacions de rancheras, huapangos, boleros i cançons festives, com «Vámonos al parque, Céfira», que va ser un gran èxit de vendes a Llatinoamèrica. Va gravar la majoria dels seus èxits i àlbums per a Discos Musart. En els seus enregistraments per a Discos RCA Víctor la va acompanyar el Mariachi Vargas de Tecalitlán. En 1955, va guanyar el prestigiós Premi Wurlitzer a la Millor Cantant Ranxera. En 1965, va gravar a l'Argentina alguns tangos que van ser editats en el disc Charlemos, Buenos Aires.

## Biografia
Va néixer el 15 de juliol de 1925 en el barri de Saavedra en la capital de l'Argentina, Buenos Aires. Filla d'Arturo Quintana i María Antonia Muñoz. Sent nena va estudiar en el col·legi de monges María Auxiliadora, i gràcies a la influència de la seva àvia, Carmen Alonso, guitarrista i intèrpret de tango, Rosita es va començar a interessar pel cant. Interpretava tangos d'amagat per a les seves amigues del col·legi, i quan les monges la van descobrir, la van expulsar, ja que els tangos es consideraven indecents i arrabaleros en aquella època. Malgrat això no es va desanimar i la seva àvia, la principal impulsora del seu talent, va ser qui li va regalar la seva primera guitarra i la va portar a una escola de cant.
Quintana va debutar als 15 anys en un teatre de revista del seu país, com la vocalista d'una de les orquestres més famoses de l'època - L'orquestra dels germans Caro -, aquí va ser vista pel compositor Rodolfo Sciamarella i la va convidar a interpretar els seus tangos al Teatre Casino. D'allí li van començar a ploure ofertes de treball. En alguna ocasió el cantant mexicà Jorge Negrete de gira per Sud-amèrica, presència una actuació de Rosita i la convida a Mèxic, on debuta en el famós Centro Nocturno “El Patio” en 1947, amb tal acceptació que decideix quedar-se a radicar al país asteca.
El seu debut com a actriu ho fa en 1948 amb la pel·lícula La santa del barrio del director Chano Urueta, a la que seguiren petits papers en altres cintes com: Ay Palillo no te rajes!. Però no seria fins a l'any següent que el públic comença a identificar-la pel seu treball d'actriu gràcies a la seva participació en 3 de les millors pel·lícules de Germán Valdés “Tin Tan”, Calabacitas tiernas, Soy charro de levita i No me defiendas compadre en les quals cap a gala de la seva capacitat per a la comèdia, tant que se la considera -al costat de Silvia Pinal- com la millor parella femenina que va tenir el famós còmic. El mateix any coneix al gerent dels estudis Paramount Pictures, Sergio Kogan. Tots dos s'enamoren i comencen un llarg festeig que acaba en noces. Amb ell tindrà el seu fill Sergio.
Ja consolidada com a actriu, actua sota les ordres de Julio Bracho a La ausente (1950), junt a Arturo de Córdova, Andrea Palma i Ramón Gay; sota les ordres de Luis Buñuel treballa a Susana, carne y demonio (1950), amb Fernando Soler i Víctor Manuel Mendoza, on s'explota la seva sensualitat natural; i amb Rogelio A. González filma El mil amores (1954) junt a Joaquín Pardavé i Pedro Infante, qui en aquell moment es trobava en el cim de l'èxit. Les citades són potser les seves cintes més conegudes, encara que l'actor amb qui va treballar més sovint va ser Luis Aguilar, amb qui va compartir crèdits en nou pel·lícules, incloent diverses comèdies rancheras i un parell d'històries heroiques ambientades en la revolució mexicana de principis del segle vint. Durant els llargs anys de la seva carrera, Rosita Quintana va alternar les seves actuacions en la pantalla amb la seva carrera com a cantant i compositora, en signar amb companyies com RCA Victor i Musart i donar-li temes a cantants com Guadalupe Pineda, Angélica María i María de Lourdes. També va realitzar una sèrie de treballs en la seva pàtria de naixement.
Els anys 1960 van ser una dècada de contrastos per a l'actriu, ja que aconsegueix guanyar el premi Perla del Cantàbric en el Festival Internacional de Cinema de Sant Sebastià com a millor actriu per la pel·lícula El octavo infierno (1964), però va haver de fer una pausa en la seva carrera a causa d'un accident automobilístic que la va mantenir diversos dies en coma, a més de que va morir el seu ex emmanillo Sergio Kogan, quedant a cura dels seus fills Sergio i Paloma Guadalupe, aquesta última adoptada. La seva carrera en cinema, encara que amb pauses va seguir fins a finals de la dècada de 1990, on incursiona en televisió, sent el seu treball més reeixit en aquesta rúbrica la personificació d'una de les vilanes de la telesèrie La dueña, protagonitzada per Angélica Rivera, Francisco Gattorno i Cynthia Klitbo Gamboa. Reapareix en el cinema l'any 2005 amb la cinta Club Eutanasia, últim treball registrat de l'actriu que sempre ha dit: “A México le debo lo que soy”.

## Reconeixements

### Festival Internacional de Cinema de Moscou
| Any  | Categoria | Pel·lícula                    | Resultat   |
| ---- | --------- | ----------------------------- | ---------- |
| 1954 | Actriu    | El hambre nuestra de cada día | Guanyadora |

### Premis Wurlitzer
| Any  | Categoria       | Resultat   |
| ---- | --------------- | ---------- |
| 1955 | Cantant Ranxera | Guanyadora |

### Festival Internacional de Cinema de Berlín, Premi Campana de la Llibertat
| Any  | Pel·lícula         | Resultat   |
| ---- | ------------------ | ---------- |
| 1956 | Serenata en México | Guanyadora |

### Festival Internacional de Cinema de Sant Sebastià, Premi Perla del Cantàbric
| Any  | Categoria | Pel·lícula         | Resultat   |
| ---- | --------- | ------------------ | ---------- |
| 1964 | Actriu    | El octavo infierno | Guanyadora |

### Premis Ariel
| Any  | Categoria  | Resultat   |
| ---- | ---------- | ---------- |
| 2016 | Ariel d'Or | Guanyadora |

## Filmografia

### Telenovel·les
- Peregrina (2005/06).... Eloína
- Así son ellas (2002).... Carmina del Mar vda. de Mareca
- Abrázame muy fuerte (2000/01).... Eduviges de la Cruz y Ferreira
- Rencor apasionado (1998).... Angelita
- El secreto de Alejandra (1997).... Sofía Monasterios
- La dueña (1995).... Emma de Cortés
- Atrapada (1991).... Jane Solís
- La intrusa (1987).... Renata Rossi

### Cinema
- Club Eutanasia (2005).... Tere Dorantes
- A gozar, a gozar, que el mundo se va a acabar (1990)
- Hasta que la muerte nos separe (1989).... Eloísa
- El hombre de la mandolina (1985)
- Allá en el rancho de las flores (1983)
- Coqueta (película) (1983)
- Viva el chubasco (1983)
- El compadre más padre (1976)
- El demonio en la sangre (1964)
- El octavo infierno, cárcel de mujeres (1964)
- Escuela de valientes (1961) Gabriela Bermúdez
- ¿Dónde estás, corazón? (1961)
- Tres balas perdidas (1961)
- Amorcito corazón (1961)
- Paloma brava (1961)
- Yo no me caso compadre (1960)
- Calibre 44 (1960)
- Siempre estaré contigo (1959)
- Mi niño, mi caballo y yo (1959)
- Me gustan valentones! (1959)
- El zarco (1959)
- Carabina 30-30 (1958)
- Ama a tu prójimo (1958)
- Cuando México canta (1958)
- ¡Cielito lindo! (1957)
- Buongiorno primo amore! (1957).... Valentina
- ¡Que seas feliz! (1956)
- Serenata en México (1956)
- Tres melodías de amor (1955)
- A los cuatro vientos (1955)
- ...Y mañana serán mujeres (1955)
- El mil amores (1954).... Carmen Zamudio
- La duda (1954)
- El valor de vivir (1954)
- Mujeres que trabajan (1953).... Claudia
- Sor Alegría (1952)
- El hambre nuestra de cada día (1952)
- Menores de edad (1951).... Rosita
- Susana carne y demonio (1951).... Susana
- La ausente (1951).... Mónica Sandoval
- Mi querido capitán (1950)
- Yo quiero ser tonta (1950)
- Mala hembra (1950)
- Dos gallos de pelea (1950)
- Tú, sólo tú (1950)
- Una canción a la Virgen (1949)
- No me defiendas, compadre (1949).... Beatriz
- El charro y la dama (1949)
- Novia a la medida (1949)
- Soy charro de levita (1949).... Rosita García
- El ángel caído (1949)
- Opio (1949)
- Calabacitas tiernas (1949).... Lupe
- Dueña y señora (1948).... María Luisa
- La última noche (1948)
- ¡Ay Palillo, no te rajes! (1948)
- Mi madre adorada (1948)
- Ahí vienen los Mendoza (1948)
- La santa de barrio (1948)

### Sèries de TV
- Mujer, casos de la vida real (episodi "Amor incomparable") (1996).... Josefa

### Àlbums d'estudi
| Any  | Títol                                    | Companyia discogràfica | Número de catàleg | Notes                                                                                               |
| ---- | ---------------------------------------- | ---------------------- | ----------------- | --------------------------------------------------------------------------------------------------- |
| 1954 | Rosita Quintana                          | Musart (Mèxic)         | M 154             | Primer LP de Rosita Quintana; amb acompanyament del Mariachi México.                                |
| 1956 | Música de la película Cuando Mèxic canta | Musart (Mèxic)         | M 267             | Disc amb 5 temes i 1 potpourri de 8 composicions; amb la direcció de Raúl Lavista i Pepe Guízar.    |
| 1959 | Rosita y Rosita                          | RCA Víctor (Mèxic)     | MKL-1187          | Disc amb ranxeres, cançons festives i boleros; amb acompanyament del Mariachi Vargas de Tecalitlán. |
| 1961 | Canciones festivas amb Rosita Quintana   | Musart (Mèxic)         | D 628             | Disc amb 12 temes humorístics.                                                                      |
| 1965 | Siempre se vuelve al primer amor...      | Odeón (Argentina)      | LDB-86            | Disc amb tangos; amb acompanyament de l'orquestra d'Héctor Stamponi.                                |

### Èxits
- «Tú, sólo tú» (1949) amb el Mariachi de San Pedro Tlaquepaque
- «Qué modotes, Bartolo» (1953) amb el Mariachi Vargas
- «Ingrato perjido» (1953) amb el Mariachi Vargas
- «Eternamente tuya» (1953) amb la orquesta de Chucho Zarzosa
- «Los bueyes'n» (1954) amb el Mariachi México
- «Arrieros somos» (1954) amb el Mariachi México
- «A los cuatro vientos» (1954) amb el Mariachi México
- «El mosco cachetón» (1954) amb el Mariachi México
- «Nieve, viento y sol» (1955) amb el Mariachi Zapopan
- «Ando en buscas (La paloma)» (1956) amb el Mariachi México
- «Grítenme piedras del campo» (1956) amb el Mariachi México
- «Vámonos al parque, Cefira» (1957) amb el Mariachi México
- «La Calixta» (1958) amb el Mariachi México
- «Corazoncito tirano» (1958) amb el Mariachi México
- «La jaranera» (1958) amb el Mariachi Zapopan
- «Hogar, dulce hogar» (1958) amb el Mariachi México
- «Escríbeme» (1958) amb la orquesta de Joaquín Prieto
- «Yo no me caso, compadre» (1959) amb el Mariachi Vargas
- «Amor en trocitos» (1959) amb el Mariachi Vargas
- «El bautizo de Cheto» (1959) amb el Mariachi Vargas
- «Dame un besito» (1959) amb el Mariachi Vargas
- «La ojona» amb el Mariachi México
- «El volantín» amb el Mariachi México
- «Los quince años de Espergencia»
- «Osito de felpa»
- «Peso sobre peso»
- «Mexicana hasta las cachas»